# UFC 314
UFC 314: Volkanovski vs. Lopes è stato un evento di arti marziali miste tenuto dalla Ultimate Fighting Championship il 12 aprile 2025 al Kaseya Center di Las Vegas, negli Stati Uniti.

## Risultati
|                                        | Divisione               |                       |                 |                  | Metodo                                      | Round           | Tempo           | Premio          |
| Card Principale                        | Card Principale         | Card Principale       | Card Principale | Card Principale  | Card Principale                             | Card Principale | Card Principale | Card Principale |
| -------------------------------------- | ----------------------- | --------------------- | --------------- | ---------------- | ------------------------------------------- | --------------- | --------------- | --------------- |
| Sfida valida per il titolo di campione | Pesi piuma              | Alexander Volkanovski | batte           | Diego Lopes      | Decisione unanime (48–47, 49–46, 49–46)     | 5               | 5:00            | FOTN            |
|                                        | Pesi leggeri            | Paddy Pimblett        | batte           | Michael Chandler | KO tecnico (gomitate e pugni)               | 3               | 3:07            | POTN            |
|                                        | Pesi piuma              | Yair Rodríguez        | batte           | Patrício Pitbull | Decisione unanime (30–27, 30–27, 30–27)     | 3               | 5:00            |                 |
|                                        | Pesi piuma              | Jean Silva            | batte           | Bryce Mitchell   | Sottomissione (ninja choke)                 | 2               | 3:52            | POTN            |
|                                        | Pesi mediomassimi       | Dominick Reyes        | batte           | Nikita Krylov    | KO (pugno)                                  | 1               | 2:24            |                 |
| Card Preliminare                       |                         |                       |                 |                  |                                             |                 |                 |                 |
|                                        | Pesi piuma              | Dan Ige               | batte           | Sean Woodson     | KO tecnico (pugni)                          | 3               | 1:12            |                 |
|                                        | Pesi paglia femminili   | Virna Jandiroba       | batte           | Yan Xiaonan      | Decisione unanime (30–27, 30–27, 30–27)     | 3               | 5:00            |                 |
|                                        | Pesi leggeri            | Chase Hooper          | batte           | Jim Miller       | Decisione unanime (30–27, 29–28, 29–28)     | 3               | 5:00            |                 |
|                                        | Pesi piuma              | Julian Erosa          | batte           | Darren Elkins    | KO tecnico (pugni)                          | 1               | 4:15            |                 |
|                                        | Pesi medi               | Michał Oleksiejczuk   | batte           | Sedriques Dumas  | KO tecnico (pugni e gomitate)               | 1               | 2:49            |                 |
|                                        | Pesi mosca              | Su Mudaerji           | batte           | Mitch Raposo     | Decisione non unanime (28–29, 29–28, 29–28) | 3               | 5:00            |                 |
|                                        | Pesi medi               | Marco Tulio           | batte           | Tresean Gore     | KO tecnico (pugno)                          | 2               | 3:16            |                 |
|                                        | Catchweight (137.5 lbs) | Nora Cornolle         | batte           | Hailey Cowan     | Sottomissione (rear-naked choke)            | 2               | 1:52            |                 |

## Premi
I lottatori premiati ricevettero un bonus di 50.000 dollari.
Legenda:
- FOTN: Fight of the Night (vengono premiati entrambi gli atleti per il miglior incontro dell'evento)
- POTN: Performance of the Night (viene premiato il vincitore per la migliore performance dell'evento)